# Penacova (gemeente)
Penacova is een gemeente in het Portugese district Coimbra.
De gemeente heeft een totale oppervlakte van 217 km² en telde 16.725 inwoners in 2001.
De plaats is vooral bekend om zijn plaatselijke lekkernij "Lamprija", een zeldzame vis die in de Mondego gevangen wordt. Daarnaast staat Penacova ook bekend als Kayak-dorp. Het is de startplaats van de kano-afvaarten op de Mondego, richting Coimbra.

## Plaatsen in de gemeente
- Carvalho
- Figueira de Lorvão
- Friúmes
- Lorvão
- Oliveira do Mondego
- Paradela
- Penacova
- São Paio do Mondego
- São Pedro de Alva
- Sazes do Lorvão
- Travanca do Mondego